# Ojo de Agua (ort i Honduras)
Ojo de Agua är en ort i Honduras.   Den ligger i departementet El Paraíso, i den centrala delen av landet, 90 km öster om huvudstaden Tegucigalpa. Ojo de Agua ligger 528 meter över havet och antalet invånare är 2 330.
Terrängen runt Ojo de Agua är kuperad åt sydost, men åt nordväst är den platt. Runt Ojo de Agua är det ganska glesbefolkat, med 45 invånare per kvadratkilometer. Ojo de Agua är det största samhället i trakten. Omgivningarna runt Ojo de Agua är en mosaik av jordbruksmark och naturlig växtlighet.